# Pareumelea rostrata
Pareumelea rostrata là một loài bướm đêm trong họ Geometridae.